# Gradišče pri Štjaku
Gradišče pri Štjaku je naselje v Občini Sežana.